# Madrid Salud
Madrid Salud es un organismo autónomo del Ayuntamiento de Madrid creado en 2005 que se encarga de la gestión de las políticas municipales en materia de salud pública, drogodependencias y otros trastornos adictivos, dentro del término municipal de Madrid. Madrid Salud se encarga también de la gestión del Servicio de Prevención de Riesgos Laborales del Ayuntamiento de Madrid y sus organismos autónomos.

## Antecedentes

### Siglo XIX
La historia de Madrid Salud tiene sus antecedentes en el siglo XIX, en que, merced a las ideas liberales que se generan en las Cortes de Cádiz, se dicta la Instrucción Sanitaria de 1813, que concede a los ayuntamientos la máxima autoridad en materia de vigilancia de la salud de la población, incluida la estadística sanitaria. Unos años más tarde, en 1821, se promulga el Reglamento General de Beneficencia que otorga a los municipios, además de las anteriores, competencias en materia de casas de maternidad, lactancia, educación infantil, casas de socorro, socorro domiciliario y hospitalidad pública, siendo la Instrucción de 1823 la que otorga a los ayuntamientos "autonomía sanitaria" aunque con sometimiento a los jefes políticos en el caso de epidemias.
En la segunda mitad del siglo XIX la legislación presta especial atención a los problemas de salubridad: al saneamiento de las poblaciones y a la sanidad mortuoria.
Pero es la Ley del Servicio General de Sanidad de 1855, la que permite por primera vez la contratación de personal sanitario por los ayuntamientos, como titulares, encargados de las funciones anteriores y de la prestación de la asistencia sanitaria a la población con pocos recursos económicos. De esta forma, los ayuntamientos, especialmente el de Madrid, adquieren un creciente protagonismo en esta área.

#### Las Casas de Socorro y la Beneficencia
Las Casas de Socorro, una para cada uno de los 10 distritos municipales madrileños de la época, fueron según Julio Gutiérrez Sesma, autor del libro La Beneficencia Municipal Madrileña. Un recorrido por su historia, el establecimiento benéfico clave en el desempeño de las competencias atribuidas a la Beneficencia Municipal madrileña, y fueron creadas por José Isidro Osorio y Silva-Bazán, duque de Sesto durante su mandato como alcalde de Madrid.

El Reglamento General de la Beneficencia Municipal de Madrid, de 1875, definió a las Casas de Socorro en su artículo 4º como "los establecimientos destinados a la prestación inmediata de los auxilios necesarios a cualquier persona acometida de accidente, en paraje público, o herida por mano airada, o caso fortuito; a facilitar el primer socorro facultativo en el domicilio de los pacientes, en caso de inminente riesgo, a proporcionar consulta pública diaria para los pobres, y a asistir dentro del establecimiento a aquellos enfermos o heridos agudos que no sea posible trasladar a su casa o a los hospitales; y por último, a propagar las operaciones de la vacunación en las épocas oportunas". Con el paso del tiempo y el aumento de la demanda, Madrid llegó a contar con 15 Casas de Socorro. La Beneficencia Municipal de Madrid y su plasmación en las Casas de Socorro, según los madrileños de la época, convirtió a aquella en una institución señera de la ciudad por la importancia de los servicios prestados a los madrileños de clases sociales más desfavorecidas.

Con el desarrollo de la bacteriología y el descubrimiento de las vacunas y la creación a finales del siglo XIX de los institutos y laboratorios municipales, se incorporan nuevas estructuras, como el Laboratorio Municipal de Higiene de la calle Bailén uno de los más reputados de su categoría en España, encargado de actividades como la producción y la aplicación de vacunas, el control de los agentes y vectores de las enfermedades infecciosas —desinfección, desratización y desinsectación—, la lucha antirrábica, el análisis del agua de bebida, el control de la higiene de los alimentos y el control sanitario de los mataderos. De su quehacer da cuenta Blanco y Negro que publica en un número de la época, un artículo con motivo de su inauguración en el que puede leerse: "Otro hecho muy importante de la semana y muy propio para que los extranjeros se lleven excelente idea de nuestra cultura, ha sido la inauguración del nuevo Laboratorio Municipal de Madrid, establecimiento que, en verdad, puede ser estimado como un modelo en su clase........ Teniendo Madrid tan avisado centinela de su salud, suponemos que se acabarán las adulteraciones de comestibles, y serán castigadas todas las faltas que contra la higiene se cometan".

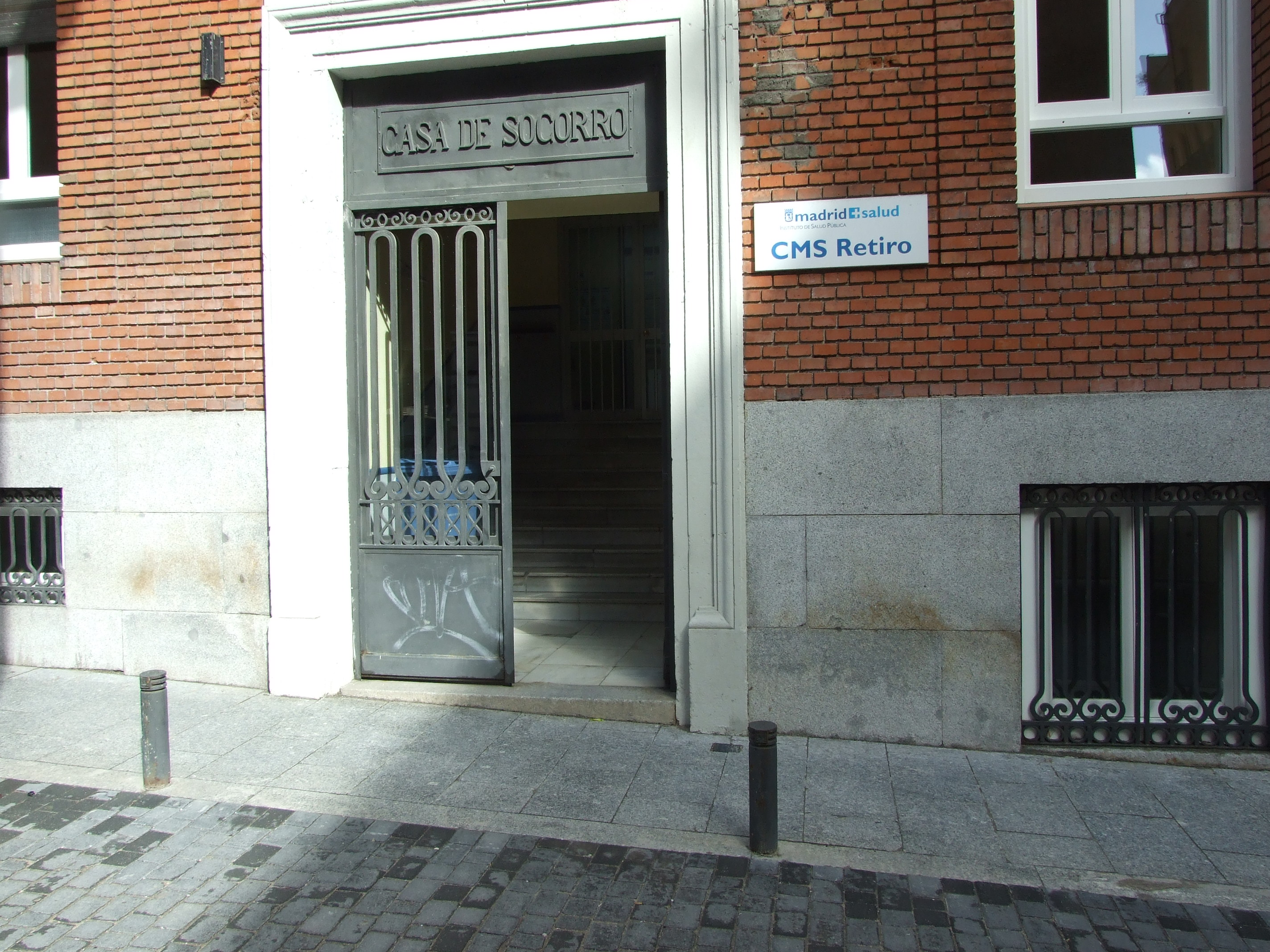
El CMS de Retiro aún conserva la placa histórica de Casa de Socorro.

### SigloXX
Si en el siglo XIX la Beneficencia liberal puso en manos de diputaciones y ayuntamientos la asistencia sociosanitaria, en las primeras décadas del siglo XX el reformismo social que desembocaría en la consecución del Estado Social en España vino por parte del intervencionismo del Estado. Así, el Reglamento de Sanidad Municipal de 1926, tiene como efecto un vuelco de los ayuntamientos hacia los aspectos asistenciales. A las Casas de Socorro se unen entonces los tres equipos quirúrgicos municipales que llegaron a existir en Madrid.

Sin embargo, va a ser la promulgación de la Ley de Bases de Sanidad en 1944, unida a la creación del Seguro Obligatorio de Enfermedad, fuera del sistema de servicios de salud pública, lo que va a provocar un punto de inflexión en la historia de la salud pública municipal, al disminuir progresivamente la población subsidiaria del modelo de beneficencia. Igualmente, un abandono alarmante de las estructuras estatales, provinciales y locales salubristas durante la dictadura franquista, al apostar por ese nuevo modelo "hospitalocentrista", va a suponer un debilitamiento notable de los sistemas de vigilancia epidemiológica y de la capacidad de intervención frente a las amenazas para la salud colectiva. Muchas estructuras municipales cerraron a lo largo de esos años en muchas ciudades, pero el potencial de la Beneficencia Municipal de Madrid y del Laboratorio Municipal de Higiene mantuvieron aun una importante presencia en la protección de la salud de los vecinos madrileños.
Con las primeras elecciones municipales democráticas (1979), tras la aprobación de la Constitución Española de 1978, que en su artículo 43 vino a consagrar el derecho a la protección de la salud y el mandato a los poderes públicos para organizar y tutelar la salud pública a través de medidas preventivas y de las prestaciones y servicios necesarios, se producen grandes cambios. Por una parte se generaliza el derecho a la asistencia sanitaria desligándolo del acto de cotización, descuento en las retribuciones por el trabajo con destino a este fin concreto, que hacía beneficiario del sistema al que cotizaba y a sus familiares, pero no a todos los ciudadanos. Por otra parte, se promulga la Ley General de Sanidad española de 1986 que consagra un Sistema Nacional de Salud cuyo nivel de gestión se establece en las recién creadas comunidades autónomas.
De este modo, si bien la Ley de Bases de Régimen Local de 1985, mantiene para los ayuntamientos ciertas competencias salubristas, la sanidad municipal entra en declive. No obstante, lo complejo del proceso de conformación del Sistema Nacional de Salud y de la asunción de competencias, sobre todo asistenciales, por las comunidades autónomas, que se ha dilatado durante más de dos décadas, unido a cierta voluntad política de promover en el municipio de Madrid una serie de centros que desarrollaran las premisas establecidas por la Organización Mundial de la Salud en la Conferencia Internacional sobre Atención Primaria de Salud de Alma-Ata en 1978, han supuesto, durante todo este tiempo la creación de nuevos servicios que trataban de dar respuesta al nuevo proletariado industrial, como son: la planificación familiar, la salud materno infantil y la salud mental, coexistiendo con otras funciones de "corte clásico", vinculadas a la salud pública, recogidas en el antiguo Reglamento de Actividades Molestas, Nocivas, Insalubres y Peligrosas del año 1961, actualizadas a través del desarrollo normativo posconstitucional.
Uno de los hitos más importantes en la década de 1980 es la creación de los Centros de Promoción de la Salud, también denominados CPS, y de los Centros Municipales de Salud, CMS, (centros ahora denominados Centros Madrid Salud, CMS). Estos centros fueron pioneros en la implantación en Madrid del trabajo por programas adaptados a cada zona y en la conformación de equipos interdisciplinares. Aportaron nuevos servicios tanto asistenciales como de promoción de la salud y de prevención, encargados de la planificación familiar, la salud materno infantil, la salud escolar, la salud mental, la marginación y la tercera edad.
También en esos años irrumpe con fuerza un nuevo problema de salud pública, representado por los consumos abusivos de drogas, especialmente de heroína. La alarma social creada por este fenómeno da lugar a una respuesta firme del Ayuntamiento de Madrid, quien, en 1987, asume la demanda de actuaciones en este campo, poniendo en marcha el primero de los centros municipales de atención a las drogodependencias, los CADs. En julio de ese mismo año se crea la Comisión Antidroga, que elabora un diagnóstico de la situación de las drogodependencias en la ciudad de Madrid y formula el primer Plan Municipal contra las Drogas, aprobado en Pleno Extraordinario, el 6 de mayo de 1988.
En las décadas de 1980 y 1990, se pone en marcha todo un entramado de políticas, establecimientos, programas, actividades y funciones de salud, en definitiva, la actividad salubrista del Ayuntamiento de Madrid. En enero de 2005, el Ayuntamiento de Madrid crea un nuevo organismo autónomo, Madrid Salud, para coordinar estas actividades.

## Estructura y funciones

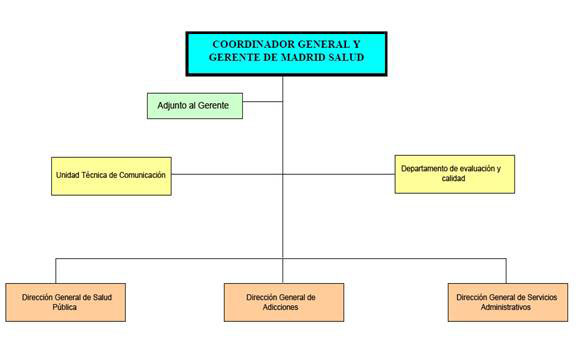
Organigrama de Madrid Salud.

Al frente del organismo autónomo está el Gerente de Madrid Salud, Coordinador General de Salud del Ayuntamiento de Madrid, del que depende una estructura que se compone de tres direcciones generales:
- Instituto de Salud Pública de la Ciudad de Madrid
- Instituto Adicciones de la Ciudad de Madrid
- Dirección General de Servicios Administrativos

### Instituto de Salud Pública
Desarrolla su actividad en dos grandes áreas complementarias como son la prevención de la enfermedad, la promoción de la salud y la salud ambiental y por otro lado la seguridad alimentaria y el control de las poblaciones de animales de nuestra ciudad.
El Instituto de Salud Pública tiene una plantilla de 1000 funcionarios que trabajan en las diferentes áreas antes referidas.
En el campo de la prevención de la enfermedad y la promoción de la salud las actividades se desarrollan a través de los Centros Madrid Salud y los Centros Monográficos de Salud que son espacios de referencia de salud pública de los distritos de la ciudad de Madrid, tanto por el conocimiento de los problemas de salud que afectan a sus ciudadanos como por las actividades en formación práctica e investigación aplicada para salubristas y profesionales sociosanitarios.
Los principales problemas de salud que abordan los Centros Madrid Salud son la obesidad y el sobrepeso, inactividad física, tabaquismo, ansiedad, estrés, maltrato, violencia en sus diferentes ámbitos, embarazo no planificado y maternidad temprana, enfermedades de transmisión sexual, problemas de salud de los ancianos con mayor presencia a discapacitados y dependencia, y situaciones físicas y sociales del medio urbano no favorables para la salud.
Estos problemas se afrontan mediante los programas de salud de alimentación, actividad física y salud, salud sexual y reproductiva, prevención y promoción de la salud en el ámbito educativo, envejecimiento activo y saludable, salud materno-infantil, deshabituación tabáquica, prevención y promoción de la salud mental o psicológica, trabajo en las desigualdades en salud y fomento de entornos urbanos saludables.
Estos programas se ven complementados por los realizados en salud ambiental que se desarrollan en cuatro áreas como son la vigilancia sanitaria de los riesgos ambientales, la vigilancia y adecuación del entorno urbano, el control de establecimientos y/o actividades con minorización en la salud (riesgos emergentes) y el control de los vectores de enfermedad.

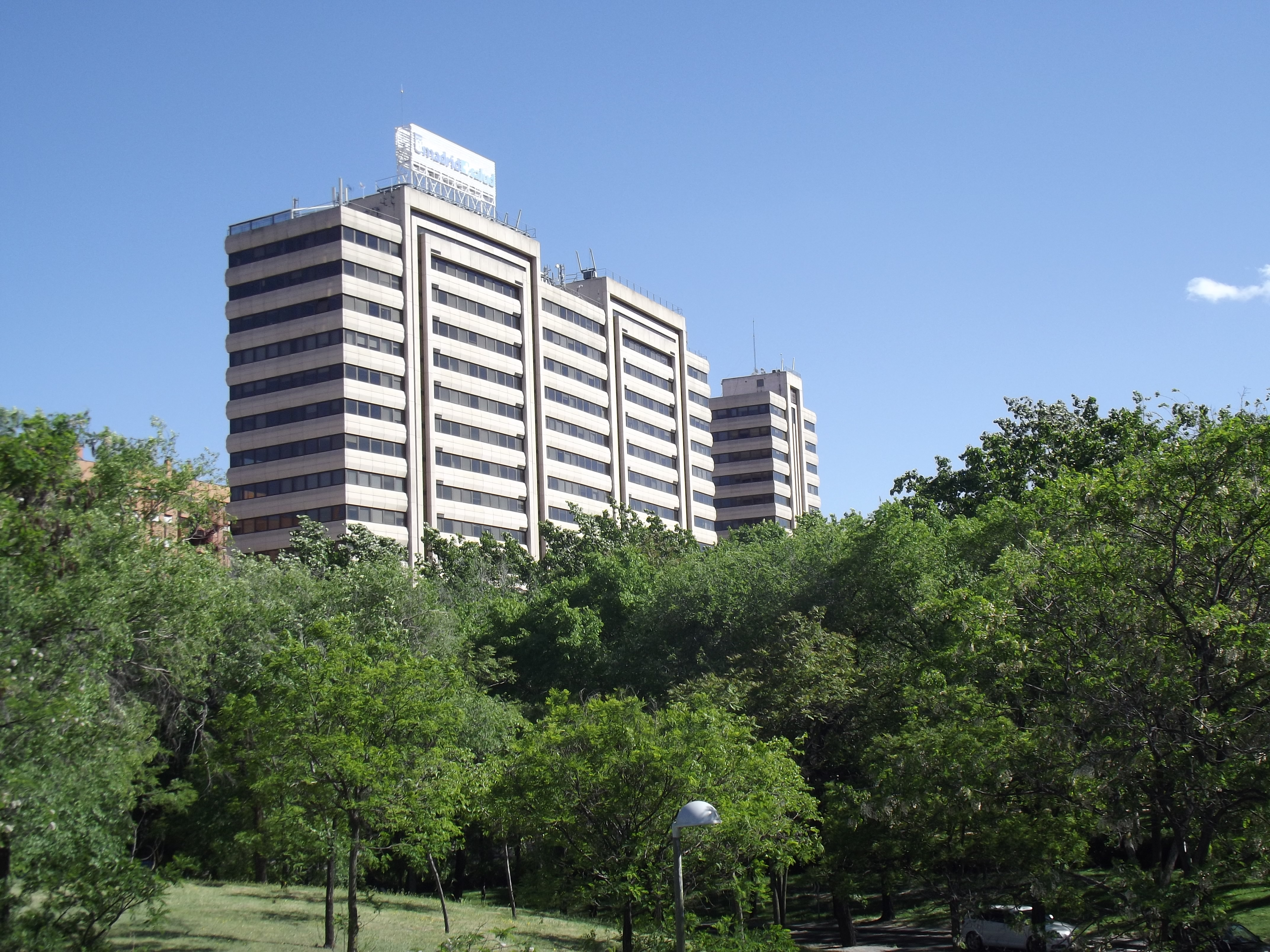
Edificio que albergó la sede central de Madrid Salud.

El otro gran campo donde el Instituto de Salud Pública despliega su actividad es en la seguridad alimentaria mediante el desarrollo de diversos programas y actividades como el control e inspección alimentaria en Mercamadrid, en el ámbito del comercio minorista y en el transporte alimentario. También se realiza el análisis de las muestras de alimentos recogidas en la actividad inspectora y con carácter preventivo, el control e inspección de las tomas de agua de consumo y el de la población de animales (palomas, gatos, etc.). La recogida de los animales abandonados en la vía pública, el fomento de su adopción y el control vacunal de las poblaciones de animales domésticos completan la oferta de servicios en esta área.
Todas estas actividades se llevan a cabo a través de planes de actuación de carácter anual que son aprobados en el Consejo Rector de Madrid Salud, organismo autónomo del que depende el Instituto de Salud Pública Municipal.
Para ello también cuenta con una red de centros monográficos como el de Salud Bucodental, Prevención del Deterioro Cognitivo, Hábitos Saludables, Apoyo a Seguridad, Laboratorio de Análisis Clínicos, Diagnóstico Médico y Centro Joven, y dos centros especializados como el Centro de Protección Animal y el Laboratorio de Salud Pública, heredero del histórico Laboratorio Municipal de Higiene.

### Instituto de Adicciones
Es la estructura de Madrid Salud que desarrolla las competencias en esta materia, para lo que gestiona una red de centros y recursos orientados a la prevención, la asistencia y la reinserción.
Dichos centros desarrollan programas de prevención en los ámbitos: educativo, familiar, comunitario y de riesgo, dirigidos a evitar o reducir los consumos de tabaco, alcohol y otras drogas, así como otras conductas adictivas, retrasar la edad de inicio y reducir los riesgos asociados a estas conductas, cuando se producen.
Por su parte el dispositivo asistencial, realiza actividades de detección y captación de las personas con abuso y/o dependencia de alcohol y otras drogas, que tienen dificultades para acceder a los centros y servicios de la red. Presta una atención integral a las personas que presentan abuso o dependencia, mediante el desarrollo de programas individualizados de intervención y tiene como objetivo último la necesaria integración social y la mejora de la salud y calidad de vida de los usuarios de estos servicios.
Además de los 7 Centros ambulatorios de Atención a las Drogodependencias, también denominados CAD, la red del Instituto de Adicciones cuenta con unidades móviles, camas hospitalarias para la desintoxicación y el tratamiento de drogodependientes con otras patologías psiquiátricas, pisos de apoyo al tratamiento y la reinserción, talleres de formación ocupacional, centros de día, etc., que complementan las actuaciones realizadas en los CAD según las necesidades de cada usuario.